# رقم التصنيف الإنزيمي

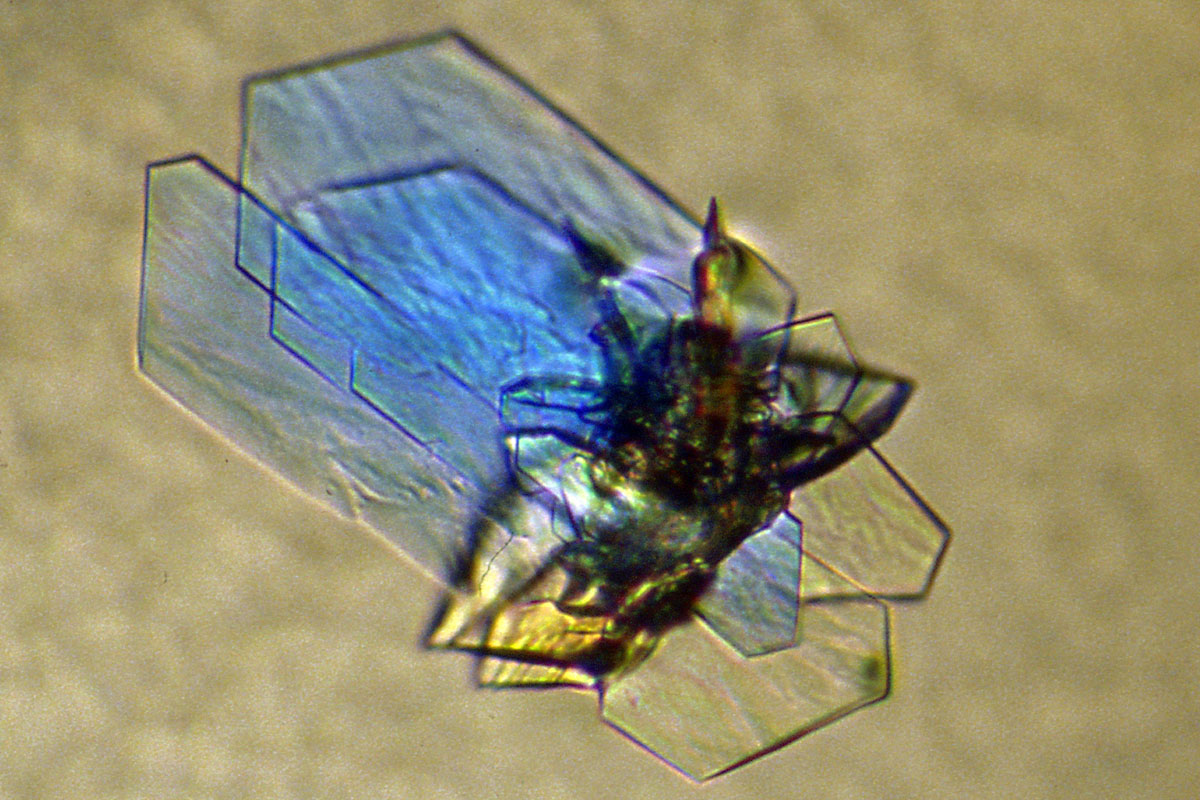

رقم التصنيف الأنزيمي (بالإنجليزية: Enzyme Commission number)‏ ومختصرها (EC number) هو نظام رقمي لكل نوع من أنواع الأنزيمات يستند إلى آلية عملها وطبيعة التفاعل الكيميائي الذي تتواسطه.

## رموز أعلى مستوى
| مجموعة                 | التفاعل المحفز                                                                                     | تفاعل نموذجي                                | أمثلة الإنزيمات وأسماؤها البسيطة |
| ---------------------- | -------------------------------------------------------------------------------------------------- | ------------------------------------------- | -------------------------------- |
| EC 1 أوكسيدوريدوكتازات | تحفيز تفاعلات أكسدة/اختزال; ينقل الهيدروجين والأوكسجين أو إلكترونات من مادة إلى أخرى               | AH + B → A + BH (اختزال) A + O → AO (أكسدة) | أنزيم نازع للهيدروجين, أكسيداز   |
| EC 2 ترانسفيرازات      | ينقل مجموعة وظيفية مم مادة لأخرى. قد تكون هذه المجموعة مجموعة مثيلـ- أو أسيلـ- أو أمينو- أو فوسفات | AB + C → A + BC                             | ترانساميناز, كيناز               |
| EC 3 هيدرولازات        | إنتاج مادتين جديدتين من مادة أولى بواسطة الحلمهة                                                   | AB + H2O → AOH + BH                         | ليباز, أميلاز, بيبتاداز          |
| EC 4 ليازات            | إضافة أو حذف من المادة الأولى بعملية غير الحلمهة. أواصر C-C أو C-N أو C-O أو C-S قد تزال           | RCOCOOH → RCOH + CO2                        | ديكاربوكسيلاز                    |
| EC 5 إيزوميرازات       | تغيير في الترتيب ضمن المركب ذاته، مثلا.. تغيير تماكب ضمن الجزيئة نفسها                             | AB → BA                                     | إيزوميراز, موتاز                 |
| EC 6 ليغازات           | جمع جزيئتين سوية لإنتاج جزيئة جديدة بواسطة أواصر C-O أو C-S أو C-N أو C-C الذي يحدث بواسطة ATP     | X + Y+ ATP → XY + ADP + Pi                  | سينثاتاز                         |